# アロシネ
アロシネ（AlloCiné）は、DVD、Blu-rayなどのビデオ・オン・デマンドの情報を中心に、フランスの映画に関する情報を発信している会社。
アロシネは1993年に設立され、2000年にCanal+、2002年にヴィヴェンディによって買収された。2013年7月以降はフランスの持株会社であるFIMALACが所有しており、本社はパリのシャンゼリゼ通りに置かれている。